# Anti Hero (Brave New World)
Anti Hero (Brave New World) – singel angielskiego piosenkarza Marlona Roudette, wydany 20 stycznia 2012 nakładem wytwórni fonograficznej Universal Music. Utwór został wydany jako drugi singel promujący album Matter Fixed. Singel był notowany na listach w Niemczech, Austrii i Szwajcarii.
Do singla nakręcono teledysk, którego wyreżyserował Jeremy Rall. Oficjalna premiera obrazu odbyła się 20 stycznia 2012 roku na oficjalnej stronie Marlona.
19 września 2012 ukazała się francuskojęzyczna wersja singla zatytułowana "Anti Hero (Le saut de l'ange)", w utworze gościnnie wystąpiła Lala Joy.

## Track lista
- Amazon Single – Digital download

1. "Anti Hero" (Single Version) – 3:28
2. "Brotherhood of the Broken" – 4:04

- Anti Hero – iTunes EP

1. "Anti Hero (Brave New World)" – 3:27
2. "Anti Hero (Brave New World) – Instrumental" – 3:27
3. "Brotherhood of the Broken" – 4:02
4. "New Age (Radio Hamburg Live Lounge Version)" – 3:26

## Notowania i certyfikaty
| Lista (2012)                         | Najwyższa pozycja |
| ------------------------------------ | ----------------- |
| Austria (Ö3 Austria Top 40)          | 5                 |
| Belgia (Ultratip Flandria)           | 24                |
| Luksemburg Digital Songs (Billboard) | 9                 |
| Niemcy (Media Control Charts)        | 6                 |
| Szwajcaria (Schweizer Hitparade)     | 11                |

| Lista (2012)                 | Najwyższa pozycja |
| ---------------------------- | ----------------- |
| Belgia (Ultratop 50 Walonia) | 48                |
| Francja (SNEP)               | 41                |

| Lista (2012)                  | Pozycja |
| ----------------------------- | ------- |
| Austria (Ö3 Austria Top 40)   | 75      |
| Niemcy (Media Control Charts) | 69      |

| Kraj          | Certyfikat | Sprzedaż |
| ------------- | ---------- | -------- |
| Niemcy (BVMI) | Złoto      | 150 000+ |